# Vlag van Aken
De vlag van Aken bestaat uit twee even hoge banen van zwart en geel. De kleuren van de vlag zijn ontleend aan het stadswapen. Er bestaat ook een variant met het wapen op het midden van de stadsvlag geplaatst. Deze vlag was reeds lang in gebruik. Vroeger werd deze historische stadsvlag ook gebruikt als de vlag van het Rijk van Aken.